# Себа, Хесус
Хесус Себа Эрнандес (исп. Jesús Seba Hernández, 11 апреля 1974 года, Сарагоса) — испанский футболист, известный по выступлениям за «Сарагосу», «Уиган Атлетик» и «Белененсиш».

## Карьера

### Клубы
Профессиональную карьеру начал в Сарагосе, за которую дебютировал в Ла Лиге в 18 лет. 3 ноября 1992 года в матче Кубка УЕФА сделал дубль в ворота датского «Фрема».
В марте 1993 года в матче Кубка Испании получил серьёзную травму голеностопа, последствия которой ощущал всю последующую карьеру.
Сезон 1994/95 провёл во втором дивизионе чемпионата Испании, выступая на правах аренды за «Вильярреал». После окончания сезона покинул «Сарагосу» и на правах свободного агента перешёл в «Уиган», выступавший в третьем дивизионе.
В «Уиган» он пришёл вместе с Роберто Мартинесом и Исидро Диасом. Трио получило от британской прессы прозвище «Три амиго» (англ. Three Amigos). Учитывая что английские клубы в то время не уделяли много внимания поиску талантливых игроков за границей и выступления Себы за молодёжную сборную Испании, трансфер произвёл большое впечатление. Популярной шуткой среди болельщиков стало выражение «Иисус — уиганец» (англ. Jesus is a Wiganer).
В середине сезона 1995/96 в команде сменился тренер и Себа потерял место в составе. В сезоне 1996/97 он всего два раза появился на поле, проведя последний матч за «Уиган» 7 сентября 1996 года.
В январе 1997 года он вернулся в «Сарагосу», но за два года провёл лишь один матч — в последнем туре чемпионата против «Компостелы». Затем на протяжении четырёх лет выступал в Португалии за «Шавеш» и «Белененсиш». В 2002 году был вынужден прекратить выступления на высоком уровне из-за проблем с сердцем.
После этого играл в третьем испанском дивизионе за «Ориуэлу» и «Паленсию». С 2005 по 2009 год играл за полулюбительский клуб «Андорра» из Теруэля.
Повесив бутсы на гвоздь, Себа работал аналитиком в тренерском штабе Роберто Мартинеса в «Уигане», «Эвертоне» и сборной Бельгии.

### Сборная
Привлекался в молодёжную сборную Испании, за которую провёл три матча. Также дважды сыграл за сборную Арагона — в 2002 году против сборной Кастилии и Леона, а в 2006 году против сборной Чили. Матч, завершившийся победой арагонцев, стал для них первым против сборной страны-члена FIFA.